# Svjetsko prvenstvo u rukometu za žene – SR Njemačka 1965.
Svjetsko prvenstvo u rukometu za žene 1965. održano je u SR Njemačkoj od 7. do 13. srpnja 1965. godine.

## Konačni poredak
- Zlato: Mađarska
- Srebro: Jugoslavija
- Bronca : SR Njemačka

## Vanjske poveznice
- www.ihf.info - SP 1965